# Beta-alanina
β-Alanina (o beta-alanina) és un beta aminoàcid, el qual és un aminoàcid amb un grup amino en la posició β del grup carboxilat. La nomenclatura IUPAC per la β-alanina seria àcid 3-aminopropanoic. La β-alanina no té estereocentre.
La β-Alanina es forma in vivo per la degradació del dihidrouracil i la carnosina. És un component dels pèptids naturals carnosina i anserina i també de l'àcid pantotènic (vitamina B₅), que és un component del coenzim A. Sota condicions normals, la β-alanina es metabolitza en àcid acètic.

Figure 1: Comparació de β-alanina (dreta) amb -α-alanina (esquerra)

Un edulcorant artificial molt potent anomenat suosan, deriva de la beta-alanina.